# Paroisse de Dundas
Pour les articles homonymes, voir Dundas.
La paroisse de Dundas est à la fois une paroisse civile et un ancien district de services locaux (DSL) canadien du comté de Kent, situé au sud-est du Nouveau-Brunswick.
Le DSL regroupe une partie seulement de la paroisse civile, le reste étant compris dans les DSL de Grande-Digue, Grand-Saint-Antoine et Cocagne ainsi que dans une partie du village de Saint-Antoine. Le DSL de la paroisse de Dundas comprend notamment le hameau de Notre-Dame-de-Kent et est généralement appelé par ce nom.
Dans le cadre de la réforme de la gouvernance locale du 1er janvier 2023, le territoire du DSL a été réparti entre la ville Champdoré et les communautés rurales de Beausoleil et Maple Hills.

## Toponyme

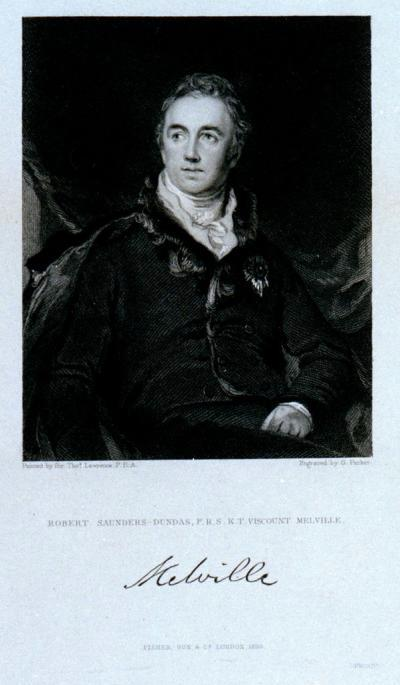
Robert Saunders Dundas.

Il y a généralement deux théories tentant d'expliquer l'origine du nom Dundas. La première veut que ce soit en l'honneur d'Ann Dundas, l'épouse de Sir Howard Douglas, lieutenant-gouverneur du Nouveau-Brunswick de 1823 à 1832. La seconde veut que ce soit en l'honneur de Robert Saunders Dundas, 1er lord de l'Amirauté. La paroisse n'est pas nommée d'après son hameau de Dundas car ce dernier s'appelait à l'origine Trafalgar.

## Géographie

### Situation
Dundas est situé à 20 kilomètres à vol d'oiseau au nord de Moncton, dans le pays de Gédaïque. Le DSL a une superficie de 116,22 km2.
Le territoire de Dundas à généralement la forme d'un trapèze et, à cause de diverses cessions de territoire, possède également deux queues de poèle. Dundas est limitrophe de Saint-Paul à l'ouest, de Sainte-Marie au nord-ouest, du Grand-Saint-Antoine au nord, de Cocagne à l'est, de la paroisse de Shédiac au sud et de la paroisse de Moncton au sud-ouest.
La queue de poêle du nord-est est limitrophe du Grand-Saint-Antoine à l'ouest, de Wellington au nord et de Cocagne à l'est. Celle au sud-est est limitrophe de Cocagne et de Grande-Digue au nord ainsi que de Pont-de-Shédiac–Rivière-Shédiac au sud.
Le territoire comprend également l'île de Cocagne, à l'est, qui est séparée par le village de Cocagne.
La paroisse de Dundas est généralement considérée comme faisant partie de l'Acadie.

### Topographie
Le relief est accidenté. La vallée de la rivière Cocagne est abrupte jusque vers Notre-Dame-de-Kent, où elle s'aplanit de plus en plus vers l'est. Il y a quelques autres vallées, tous d'affluents de la Cocagne. Le reste du territoire comprend plusieurs collines, atteignant jusqu'à 100 mètres d'altitude.

### Hydrographie
Le principal cours d'eau est la rivière Cocagne, qui coule du sud-ouest vers le nord-est. Après Notre-Dame-de-Kent, la rivière forme un petit delta avant de s'élargir fortement, passant d'environ 50 mètres a 500 mètres de large. Son seul affluent important sur la rive gauche est la Branche Nord-Ouest de la Rivière Cocagne. Sur la rive droite, les principaux sont, d'amont en aval, le ruisseau des Ormeaux et la rivière à l'anguille, qui est en fait une baie dans laquelle se jettent le ruisseau Dupuis et le ruisseau Babineau.

### Géologie
Le sous-sol de Dundas est composé principalement de roches sédimentaires du groupe de Pictou datant du Pennsylvanien (entre 300 et 311 millions d'années).

### Villages et hameaux
Le principal village, Notre-Dame-de-Kent, est situé au bord de la rivière Cocagne, au niveau de la route 115. Le village s'étend vers l'ouest, sur la rive droite (sud) par le quartier de Dufourville et à l'est, sur la rive gauche, par Cocagne-Nord. Ce quartier est en partie compris dans Cocagne. En face, sur la rive droite, se trouve Whites Settlement. Dans les terres, au sud de Notre-Dame-de-Kent, se trouve le hameau de Petit-Pré. Les résidences au sud du chemin sont comprises dans la paroisse de Shédiac. Dundas se trouve à l'extrémité ouest, le long de la route 490. Les résidences du côté ouest du chemin sont dans le territoire de Saint-Paul. Goudalie est situé dans la « queue de poêle » au nord, au bord de l'autoroute 11. Au nord de Notre-Dame-de-Kent, le chemin Murray est en quelque sorte une continuation de l'agglomération de Saint-Antoine.
Un hameau maintenant abandonné, Alexandrina, était situé à quatre kilomètres et demi au nord-ouest de Notre-Dame.
Les hameaux de Leblancville et Village-des-Poirier, de la paroisse de Moncton ainsi que le hameau de MacDougall de la paroisse de Shédiac font historiquement et géographiquement partie de l'agglomération de Notre-Dame-de-Kent.

## Histoire
Royaume de Grande-Bretagne (1763-1801)

 Royaume-Uni de Grande-Bretagne et d'Irlande (1801-1867)

### Origines
La paroisse de Dundas est située dans le territoire historique des Micmacs, plus précisément dans le district de Sigenigteoag, qui comprend l'actuelle côte Est du Nouveau-Brunswick, jusqu'à la baie de Fundy.
Un village acadien du nom de Belair est mentionné en 1756 dans une lettre de François Le Guerne; il était situé sur la rive Nord de la rivière Cocgane, à six ou sept miles dans les terres, soit en amont de Notre-Dame-de-Kent.
George Gibson, originaire du Royaume-Uni, reçut une concession au site actuel de Notre-Dame en 1817. Étant insatisfait de sa terre, il écrit une lettre au lieutenant-gouverneur Thomas Carleton, où l'on apprend qu'il est le seul résidant à des kilomètres à la ronde. Gibson abandonne ensuite sa terre et John Armour, un Écossais, reçoit le titre de propriété en 1819 mais vient seulement s'établir en 1825, en même temps qu'un compatriote, Alex MacWilliam. Andrew Johnston les rejoint en 1831. En 1850, Pierre et François Bourque, originaires de Memramcook, furent les premiers Acadiens à s'établir au village. Memramcook était alors en pleine croissance et plusieurs autres familles les suivirent en quête de nouvelles terres. Parmi eux, notons la famille Leblanc, dont le premier représentant fut Bénoni Leblanc en 1851.
Le hameau de Guéguin fut fondé vers les années 1830 par Basile Goguen. Whites Settlement fut fondé par des familles anglaises telles que les Crawford, West, Webb, Teed, Riley, Hope et Coburne. Ceux-ci pensaient que la ligne Moncton-Bouctouche allait passer dans leurs villages. Lorsque le trajet fut dévié, une partie déménagea à Notre-Dame. Suretteville fut fondé en 1872 ou plus tôt par Sylvain LeBlanc. Dufourville fut fondé en 1857 par Olivier et Annie Robichaud.

### Développement du village
La première école fut construite à Notre-Dame en 1841, suivie par d'autres petites écoles à Dufourville, Hayes, Village-des-Poirier et Alexandrina. L'éducation se faisait auparavant par des particuliers. Après un incendie, l'école de Notre-dame fut remplacée par une école régionale, ouverte le 14 novembre 1959 et remplaçant toutes les autres du village et des environs. Trafalgar est arpenté en 1856 mais n'est colonisé que plusieurs années plus tard par des Acadiens, sous le nom de Dundas. Le premier bureau de poste ouvrit ses portes à Notre-Dame en 1866.
Commencée en 1886, la construction de la ligne Moncton-Bouctouche se termina en 1888. Une gare se trouvait à Notre-dame et une autre, la North Side Station, fut abandonnée peu de temps après, trop près de cette dernière. Le chemin de fer contribua à la croissance du village. Il y avait déjà un moulin important dans les années 1840. Une carrière se trouvant à Notre-Dame donnait une pierre de qualité dont ont construit de nombreux édifices tels que l'église de Saint-Antoine et la Old Mary's Home de Moncton. Un embranchement du chemin de fer fut construit jusqu'à la carrière. Il y avait une autre carrière à Suretteville. La conserverie de fruit et légumes Maritime Products Ltd. fonctionna durant les années 1920. Il y eut d'autres industries et commerces tels qu'un moulin à bardeaux, une tonnellerie, une banque et un hôtel.
La première Caisse populaire acadienne du comté de Kent fut fondée à Notre-Dame le 28 juillet 1937, durant la Grande Dépression. la Caisse populaire opère une coopérative alimentaire pendant quelques mois, avant d'abandonner en 1939 cette pratique interdite par le règlement de l'institution.
Un pont suspendu pour piétons fut construit à Notre-Dame en 1935 mais fut emporté un an et demi plus tard par les embâcles. L'école Notre-Dame est inaugurée en 1958. Le pont couvert de Notre-Dame s'effondra en 1972. Le pont ferroviaire, situé en amont, fut alors démoli pour laisser place à une chaussée.
La caisse populaire fusionne avec les caisses de Cocagne, Grande-Digue et Saint-Antoine en 2000 pour former la Caisse populaire Kent-Sud. Celle-ci fusionne avec la Caisse populaire Kent-Beauséjour en 2008 mais conserve son nom.
Le 12 mai 2014, les résidents de la paroisse de Dudas votent à égalité pour et contre, à 420 voix pour chaque option, lors du plébiscite sur la constitution du DSL en communauté rurale. Selon la loi électorale, le non l'emporte donc[réf. nécessaire].

### Religion
La construction de la première chapelle débuta en 1861 à Dufourville mais elle fut détruite par une tempête avant d'être terminée. L'église Saint-Pierre fut construite en 1866. Elle fut remplacée par l'église Sainte-Agathe en 1888. le premier presbytère fut construit en 1890. De mauvaise qualité, il fut reconstruit en 1897. Il fut remplacé en 1980. L'église Sainte-Agathe prit feu le 30 juillet 1945 à cause d'un problème électrique. Elle fut reconstruite et inaugurée en 1951.

## Chronologie municipale

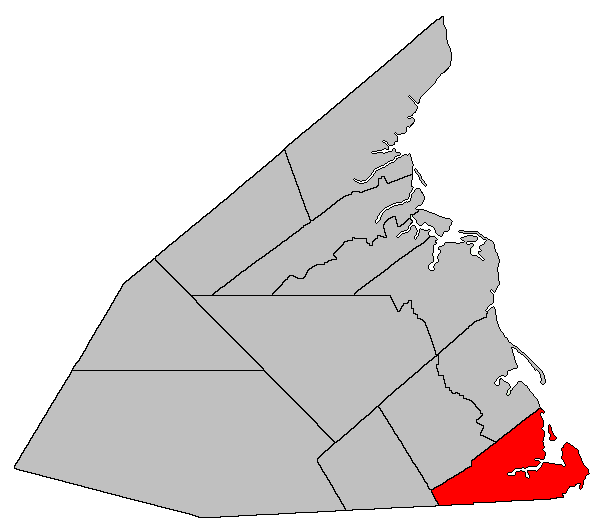
Situation sur une carte des paroisses civiles du comté de Kent (certains DSL et municipalités ne sont donc pas montrés).

Évolution territoriale de la paroisse de Dundas après 1966.

1825 : Fondation de Notre-Dame-de-Kent, dans la paroisse de Wellington, du comté de Kent, au Nouveau-Brunswick.
1826 : Création de la paroisse de Dundas à partir d'une portion de la paroisse de Wellington. La paroisse comprend aussi des secteurs plus anciens que Notre-Dame, soit Cocagne et Grande-Digue.
1828 : Le territoire de la paroisse de Dundas est réduit en superficie.
La municipalité du comté de Kent est dissoute en 1966. Une petite portion au nord de la paroisse est annexée au nouveau village de Saint-Antoine. La paroisse de Dundas devient un district de services locaux en 1967.
1984: Les DSL de Cocagne, Grande-Digue et du Grand-Saint-Antoine sont formés à partir de portions de la paroisse de Dundas,.

## Démographie
| 2001  | 2006  | 2011  | 2016  |
| ----- | ----- | ----- | ----- |
| 6 174 | 6 356 | 3 970 | 3 914 |

## Économie
Entreprise Kent, membre du Réseau Entreprise, a la responsabilité du développement économique.
Allain Equipment Manufacturing Ltd. est une entreprise fabriquant ou modifiant des véhicules d'urgence, des remorques, des camions, des convoyeurs, des réservoirs, des fournaises, des quais flottants et d'autres équipements. Elle compte environ 50 employés. Il y a plusieurs autres usines fabriquant notamment du café, des escaliers en bois et des portes et fenêtres.

## Administration

### Comité consultatif
En tant que district de services locaux, Dundas est administré directement par le Ministère des Gouvernements locaux du Nouveau-Brunswick, secondé par un comité consultatif élu composé de cinq membres dont un président.
| Période                                  | Période  | Identité        | Étiquette | Qualité |
| ---------------------------------------- | -------- | --------------- | --------- | ------- |
|                                          | en cours | Euclide Richard |           |         |
|                                          |          |                 |           |         |
| Les données manquantes sont à compléter. |          |                 |           |         |

### Commission de services régionaux
La paroisse de Dundas fait partie de la Région 6, une commission de services régionaux (CSR) devant commencer officiellement ses activités le 1er janvier 2013. Contrairement aux municipalités, les DSL sont représentés au conseil par un nombre de représentants proportionnel à leur population et leur assiette fiscale. Ces représentants sont élus par les présidents des DSL mais sont nommés par le gouvernement s'il n'y a pas assez de présidents en fonction. Les services obligatoirement offerts par les CSR sont l'aménagement régional, l'aménagement local dans le cas des DSL, la gestion des déchets solides, la planification des mesures d'urgence ainsi que la collaboration en matière de services de police, la planification et le partage des coûts des infrastructures régionales de sport, de loisirs et de culture; d'autres services pourraient s'ajouter à cette liste.

### Représentation et tendances politiques
Nouveau-Brunswick: La majeure partie de Dundas est comprise dans la circonscription provinciale de Kent-Sud, qui est représentée à l'Assemblée législative du Nouveau-Brunswick par Claude Williams, du Parti progressiste-conservateur. Il fut élu en 2001 puis réélu en 2003, en 2006 et en 2010. Le hameau de Dundas fait quant à lui partie de la circonscription provinciale de Kent, qui est représentée à l'Assemblée législative du Nouveau-Brunswick par Shawn Graham, ancien premier ministre du Nouveau-Brunswick. Il fut élu en 1999 puis réélu en 1999, en 2003, en 2006 et en 2010.
 Canada: Dundas fait partie de la circonscription fédérale de Beauséjour. Cette circonscription est représentée à la Chambre des communes du Canada par Dominic LeBlanc, du Parti libéral.

### Ancienne administration paroissiale
|  | Indépendant | 1944 - 194? | Placide Robichaud Antoine-W. Donelle |
|  | Indépendant | 19?? - 195? | Antoine-W. Donelle Simon Daigle      |

## Infrastructures et services
Le village est desservi par la route 115. Le détachement de la Gendarmerie royale du Canada le plus proche est situé à Irishtown.
À Notre-Dame-de-Kent, l'école Notre-Dame accueille les élèves de la maternelle à la 8e année en français. Le village possède également un bureau de poste et une caisse populaire. D'autres services comme les soins de santé ou la bibliothèque sont situés dans la municipalité limitrophe de Saint-Antoine.
Les francophones bénéficient du quotidien L'Acadie nouvelle, publié à Caraquet, ainsi que des hebdomadaires L'Étoile, de Dieppe, et Le Moniteur acadien, de Shédiac. Les anglophones bénéficient quant à eux des quotidiens Telegraph-Journal, publié à Saint-Jean et Times & Transcript, de Moncton.

## Culture

### Personnalités
- Alexandre Doucet (1880-1951), député fédéral, mort à Notre-Dame-de-Kent ;
- Dyane Léger (1954-), artiste peintre et poétesse, née à Notre-Dame-de-Kent.